# Panelus pernitidus
Panelus pernitidus là một loài bọ cánh cứng trong họ Bọ hung (Scarabaeidae).